# Kératoconjonctivite
Wikipédia ne donne pas d'avis médical : seul un professionnel (médecin, pharmacien, etc.) est habilité à le faire.
 Mise en garde médicale
La kératoconjonctivite est une double inflammation de la conjonctive et de la cornée de l’œil.

## Maladies
- la kératoconjonctivite sèche (KCS)
- la kératoconjonctivite vernale (KCV), forme sévère mais rare de la conjonctivite allergique
- la kératoconjonctivite infectieuse bovine (KCIB), causée notamment par la bactérie Moraxella bovis

- la kératoconjonctivite infectieuse due à Mycoplasma conjunctivae, touchant moutons et chèvres, ainsi que des bovidés sauvages, dont les chamois (cécité du chamois, surnommée « kérato »)